# Srby (powiat Domažlice)
Srby – wieś i gmina w Czechach, w powiecie Domažlice, w kraju pilzneńskim. Według danych z dnia 1 stycznia 2013 liczyła 388 mieszkańców.